# Johann Conrad Schlaun
Vista da sepultura.
Johann Conrad Schlaun  (Nörde no Principado de Paderborn, 5 de junho de 1695 - Münster, 21 de outubro de 1773) foi um construtor, arquiteto e militar alemão, um dos arquitetos mais importantes do barroco alemão.

## Biografia
Johann Conrad Schlaun assistiu primeiro ao então Progymnasium Marianum  em Warburg e depois ao Gymnasium Theodorianum na a mesma cidade. Depois esteve ao serviço do Regimiento de Infantería de Paderborn. Paderborn estava regido pelo eleitor de Colónia Clemente Augusto de Baviera (r.  1719-1761) , em união pessoal com o príncipe obispado de Münster. Schlaun uniu-se ao serviço militar do bispo de Münster. A conexão de uma carreira militar com a actividade de arquitecto foi bastante comum em era-a barroca, como mostra o exemplo de Johann Balthasar Neumann, com o que trabalhou conjuntamente desde 1720.
Entre 1722 e 1742 realizou várias longas viagens de estudo a Itália, França e ao sul de Alemanha. Em 1729, Clemente Augusto nomeou-o engenheiro de terras, e em Münster converteu-se num importante general de artilharia. Sua característica fisonomía dever-se-ia provavelmente a uma doença crónica cutânea, a rosácea.
Seu lugar de nascimento no distrito de Warburg, Nörde, foi demolido na década de 1970 sem ter em conta a protecção do monumento.

### Família e descendência
Do primeiro casamento de Johann Conrad Schlaun e Maria Catharina Bourel:
1. María Ana Gertrudis
2. María Magdalena
3. Clemens August Johannes Bernardus Erasmus Franciscus (nascido em 27 de junho de 1726)

Em seu segundo casamento casou-se com Ana Catalina Rehrmann e tiveram:    
1. Martin Conrad (1741-26 de novembro de 1809), Thesaurar do 1791-1809
2. Gerhard Mauritz, general de campo austriaco
3. María Ana Catalina
4. María Antonieta[3]

## Obras destacadas
- Mauritzer Pfarrhaus (em 1758)[4]

Sonderbriefmarke zum 300. Geburtstag mit der St. Clemenskirche em Münster

- Schloss Loburg para perto de Ostbevern (desde 1766), reconstruído em 1899;
- Palácios de Augustusburg e Falkenlust em Brühl;
- Capilla de San Miguel (Michaeliskapelle) no castelo de Lembeck
- Kapuzinerkirche em Brakel, seu primeiro trabalho;
- Igreja parroquial de Santa Catalina em Rheder (para perto de Brakel), 1716-1718;
- Pfarrhaus em Delbrück, 1716;
- Färberei Eupen, para seu suegro  Martin Rehrmann, 1745;[5]
- Desenho da sala do coro da igreja parroquial de St. Lambertus em Ascheberg;
- Orangerie no Schloss Eggermühlen;
- Klosterneubau Wittem, renovação do castelo de Neuburgo  a igreja de Eys em Gulpen-Wittem (NED);
- Nova construção do asa sul do Schloss Velem 1744-1745 em Velem;
- Ponte, pátio e jardim no Schloss Herzford em Lingen;
- Casa Schücking em Sassenberg;
- Casa  Ruhr em Gemeinde Senden-Bösensell, foi redesenhado em 1742 por Johann Conrad Schlaun;
- Casa Alvinghof construída em 1749 em Gemeinde Senden-Bösensell;
- Schloss Clemenswerth, em Sögel;
- Lippesches Landhaus (construído 1750-1760), Oberkassel;
- Plettenberger Hof, Bonn (gestão da construção de 1725 a 1729);
- Schloss Rösberg, Rösberg, 1729-1731;
- Porta de Hirschberger, 1753 Desenhado por ordem do eleitor  Clemens August. Originalmente pertenceu ao  Schloss Hirschberg. Hoje é a porta primeiramente ao bosque da cidade de Arnsberg.[6]

## Homenagens
O asteroide (6352) Schlaun foi nomeado assim em sua honra.